# 陳嘉暐
陳嘉暐為台灣男性配音員、專業錄音師、聲音設計師。

## 人物介紹
- 英國愛丁堡大學聲音設計研究所碩士。
- 動畫短片聲音作品，曾獲德國紅點設計獎、DigiCon6亞洲動畫大賞、荷蘭阿姆斯特丹Unheard Film Festival等多項大獎。